# 이나가키 히로유키
이나가키 히로유키(일본어: 稲垣 博行, 1970년 4월 24일 ~ )는 일본의 전 축구 선수이다.

## 구단 경력
1993년 재팬 풋볼 리그의 얀마 디젤(세레소 오사카)에 입단했다. 1994년 재팬 풋볼 리그 우승으로 J1리그로 승격했다. 1999년 일본 풋볼 리그의 요코하마 FC로 이적했다. 2000년후 현역 은퇴.